# Alkalimetall

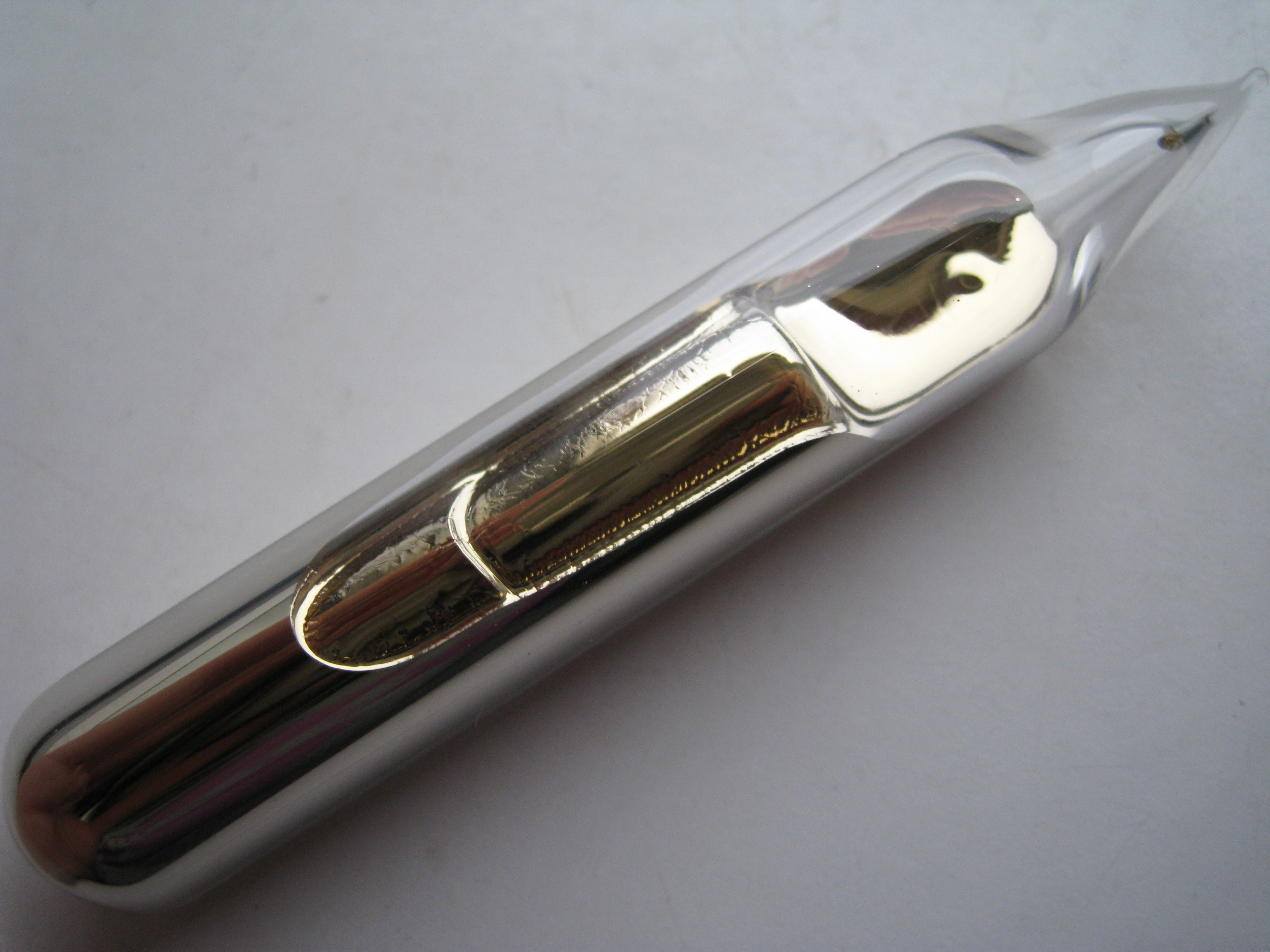
Cesium är en alkalimetall.

En alkalimetall (av arabiska: al-qaly, aska, soda) är ett metalliskt grundämne som ingår i det periodiska systemets grupp 1. 
Alkalimetallerna är litium, natrium, kalium, rubidium, cesium och francium. Icke-metallen väte ingår också i grupp 1 eftersom den bara har en valenselektron, men är ingen alkalimetall. Väte skulle också kunna ha placerats i grupp 17 – halogenerna. 
| Ämne     | Tecken | Atomnummer | K | L | M  | N  | O  | P | Q | Smältpunkt (K) | Kokpunkt (K) | Lågfärg    |
| -------- | ------ | ---------- | - | - | -- | -- | -- | - | - | -------------- | ------------ | ---------- |
| Väte     | H      | 1          | 1 |   |    |    |    |   |   | 14             | 20           |            |
| Litium   | Li     | 3          | 2 | 1 |    |    |    |   |   | 454            | 1615         | Röd        |
| Natrium  | Na     | 11         | 2 | 8 | 1  |    |    |   |   | 371            | 1156         | Gul        |
| Kalium   | K      | 19         | 2 | 8 | 8  | 1  |    |   |   | 337            | 1032         | Violett    |
| Rubidium | Rb     | 37         | 2 | 8 | 18 | 8  | 1  |   |   | 312            | 961          | Rödviolett |
| Cesium   | Cs     | 55         | 2 | 8 | 18 | 18 | 8  | 1 |   | 302            | 944          | Blåviolett |
| Francium | Fr     | 87         | 2 | 8 | 18 | 32 | 18 | 8 | 1 | 300            | 950          |            |

Det som utmärker alkalimetallerna är att de alla är silverfärgade med metallglans (när snittytan är färsk), har en hög elektrisk ledningsförmåga och är mjuka med en låg densitet, alltså liten mängd massa per volymenhet. Litium, natrium och kalium har till och med lägre densitet än vatten så de flyter.
De har bara en valenselektron som de gärna vill bli av med och reagerar då väldigt lätt med halogenerna och bildar vita salter, eller med vatten då de bildar en starkt basisk alkalimetall-hydroxidlösning, under vätgasutveckling. 
Gruppnamnet alkalimetaller hänvisar just till att deras vattenlösningar blir basiska. Ordet alkali kommer från arabiska al-qaly vilket betyder soda. En sodalösning reagerar basiskt, och ordet alkalisk är då en synonym för basisk.
Ett annat kännetecken för alkalimetallerna och deras föreningar, är de karakteristiska färger de ger lågan när man eldar dem, de används därför ofta i fyrverkerier för att få olika färger. 
Reaktiviteten med andra ämnen stiger ju längre ned i gruppen man kommer. Därför finns de inte i naturen som fria grundämnen, utan bara som joner i vattenlösning eller i fasta föreningar. Både kok- och smältpunkten sjunker ju längre ned i gruppen ämnet är, med undantag för väte. 
Varje alkalimetall ger upphov till en speciell lågfärg, vilket betyder att man kan få vägledning om vilka alkalimetaller en kemisk förening innehåller och dess mängd.